# 丸谷吉男
丸谷 吉男（まるや よしお、1934年 - ）は、日本の経済学者。ラテンアメリカ経済を専門とする。。

## 来歴
1959年、早稲田大学政治経済学部経済学科卒業。1961年、アジア経済研究所研究員となり、その後、主任調査研究員（ラテンアメリカ経済担当）となった。1966年に早稲田大学大学院商学研究科修士課程、1970年に早稲田大学大学院商学研究科博士課程を修了した。「冷戦後中南米の政治・経済の変動」により、経済学博士号を取得。
アジア経済研究所に在籍中、1970年 - 1972年にはメキシコ国立大学 (El Colegio de México) 客員研究員となり、1981年 - 1983年にはカリフォルニア大学ロサンゼルス校客員研究員となった。
1989年、国士舘大学教養部教授となり、1999年には所属が変わって同政経学部教授となった。2005年に定年退職し、以降は国士舘大学や日本大学で非常勤講師として教鞭を執った。

## おもな業績

### 単著
- メキシコ - その国土と市場、科学新聞社出版局、1975年
  - のち、丸谷の編著として、1986年、1993年に改訂版が出版されている。
- ラテンアメリカ統合の背景、アジア経済研究所、1979年
- 中南米の経済とナショナリズム、TOKO出版社、1992年
- 中南米の経済と地域統合、TOKO出版社、1995年
- 中南米の経済と開発援助、TOKO出版社、1996年
- 中南米の経済と構造調整、TOKO出版社、1998年
- 中南米の経済統合と外国資本、TOKO出版社、2000年
- 中南米の経済と西半球主義、TOKO出版社、2001年

### 編書
- ラテンアメリカの経済開発と産業政策 - 累積債務危機下の戦略産業、アジア経済研究所、1987年
- ラテンアメリカの経済危機と外国投資、アジア経済研究所、1989年
- 欧米先進諸国とラテンアメリカ - 経済援助をめぐる諸問題、アジア経済研究所、1989年